# Миссис Хадсон
Ми́ссис Ха́дсон (англ. Mrs. Hudson) — литературный персонаж, созданный Артуром Конан Дойлем. Хозяйка квартиры на Бейкер-стрит, 221Б, в которой проживают Шерлок Холмс и доктор Ватсон.

## История
В книгах Конан Дойля миссис Хадсон является второстепенным персонажем. Упоминания о ней весьма отрывочны. Миссис Хадсон представляет собой женщину, которая хочет содержать дом в чистоте и часто борется по этому поводу с Шерлоком Холмсом. Ватсон описывает миссис Хадсон как очень хорошего повара. Ватсон практически не касается описания её внешности и не указывает её имя. В кино и телевизионных адаптациях она, как правило, изображается одинокой пожилой женщиной, хотя в редких случаях она предстаёт молодой женщиной — например, в аниме-сериале «Великий детектив Холмс», в котором её зовут «Мария». В новом российском сериале «Шерлок Холмс» она получила имя «Марта».
Ватсон об отношениях между Холмсом и миссис Хадсон в рассказе «Шерлок Холмс при смерти»:

Квартирная хозяйка Шерлока Холмса, миссис Хадсон, была настоящей мученицей. Мало того, что второй этаж её дома в любое время подвергался нашествию странных и зачастую малоприятных личностей, но и сам её знаменитый квартирант своей эксцентричностью и безалаберностью жестоко испытывал терпение хозяйки. Его чрезвычайная неаккуратность, привычка музицировать в самые неподходящие часы суток, иногда стрельба из револьвера в комнате, загадочные и весьма неароматичные химические опыты, которые он часто ставил, да и вся атмосфера преступлений и опасности, окружавшая его, делали Холмса едва ли не самым неудобным квартирантом в Лондоне. Но, с другой стороны, платил он по-царски. Я не сомневаюсь, что тех денег, которые он выплатил миссис Хадсон за годы нашей с ним дружбы, хватило бы на покупку всего её дома.
Она благоговела перед Холмсом и никогда не осмеливалась перечить ему, хотя его образ жизни причинял ей много беспокойства. Она симпатизировала ему за удивительную мягкость и вежливость в обращении с женщинами. Он не любил женщин и не верил им, но держался с ними всегда по-рыцарски учтиво.

## Миссис Тёрнер
В рассказе «Скандал в Богемии» Холмс говорит: «Когда миссис Тёрнер принесёт ужин, я вам всё объясню…» Неизвестно, является ли «миссис Тёрнер» результатом ошибки издателя/автора, имевшего в виду «миссис Хадсон», или миссис Тёрнер — прислуга миссис Хадсон. Примечательно, что ни в произведениях Конан Дойла, ни в большинстве экранизаций миссис Хадсон не показывается за выполнением черновой домашней работы, как подметание или мытье полов в своём доме. В «Пяти апельсиновых зёрнышках» и «Чертежах Брюса-Партингтона» Ватсон упоминает, что кофе и телеграмму Холмсу приносит некая горничная.
В сборнике «Возвращение Шерлока Холмса» в оригинале рукописи рассказа «Пустой дом» имя госпожи Тёрнер вновь появилось, но было вычеркнуто и заменено Артуром Дойлем на миссис Хадсон. Это подтверждает версию, что имя «миссис Тёрнер» было ошибкой автора.
В сериале «Шерлок» миссис Тёрнер оказывается соседкой миссис Хадсон. Кроме миссис Хадсон и горничной по дому помогал «мальчик-слуга», как говорят о нём Холмс и Ватсон. В «Долине страха» и «Камне Мазарини» он называется по имени — «Билли».

## Произведения
- «Знак четырёх»
- «Скандал в Богемии»
- «Долина ужаса»
- «Морской договор»
- «Пустой дом»
- «Пляшущие человечки»
- «Камень Мазарини»
- «Три Гарридеба»
- «Шерлок Холмс при смерти»
- «Исчезновение леди Фрэнсис Карфэкс»
- «Его прощальный поклон»

## В кино
В серии фильмов о приключениях Шерлока Холмса и доктора Ватсона, снятых между 1939 и 1946 годами с участием Бэйзила Рэтбоуна и Найджела Брюса, роль миссис Хадсон исполняет Мэри Гордон.
В британском телесериале 2010-х годов «Шерлок», действие которого происходит в XXI веке, роль миссис Хадсон сыграла актриса Уна Стаббс. О миссис Хадсон сообщается следующее: «Марта Луиза Хадсон (урождённая Сиссонс), вдова, недолеченный алкоголик, в прошлом — „экзотическая танцовщица“, не выплачен 21 % займов. Болевая точка: марихуана». Сообщается также, что когда-то миссис Хадсон работала секретарём у своего мужа, руководителя наркокартеля.
В американском сериале «Элементарно» персонаж миссис Хадсон смешан с доктором Ватсоном в виде доктора Джоан Ватсон (Люси Лью). Чуть позже, в 19-й серии появляется персонаж мисс Хадсон (Кэндис Кейн). Из-за возникших проблем с любовником она ненадолго поселилась в квартиру Холмса. После того, как Хадсон провела уборку, Шерлок решил взять её в качестве горничной. В этой версии мисс Хадсон, как и актриса, которая её играет, является транссексуалом.
В отличие от рассказов Конан Дойля, персонаж миссис Хадсон начинает играть довольно значительную роль в советском сериале Игоря Масленникова «Приключения Шерлока Холмса и доктора Ватсона». Роль хозяйки квартиры в данном сериале сыграла Рина Зелёная.

Моя роль — это отдельные реплики по всей картине. Моё присутствие тут так же необходимо, как часы в столовой или фигурные подсвечники. И я сама ощущаю себя не персонажем, а предметом, неотъемлемой частью этой обстановки.
— Рина Зелёная
В российском сериале 2013 года роль миссис Хадсон играет Ингеборга Дапкунайте. Соответственно, в этом сериале миссис Хадсон — женщина средних лет. По версии сериала, она является возлюбленной доктора Ватсона и прототипом Мэри Морстен (рассказы Ватсона, по сюжету, являются массовыми фантазиями).
В новом российском сериале «Шерлок в России» фигурирует персонаж мадам Мануйлова, прототипом которой послужила миссис Хадсон. Роль исполнила актриса Оксана Базилевич. Она является домовладелицей квартиры, в которой проживает доктор Карцев и затем вынужденно селится Холмс. Во многом её характер противоположен оригинальной героине: она очень улыбчивая и даже услужливая, но в то же время склонна к некоторому подхалимажу в адрес Холмса и Карцева.

## Фильмография
- 1970 — Частная жизнь Шерлока Холмса / The Private Life of Sherlock Holmes — Ирен Хэндл (англ. Irene Handl)
- 1976 — Шерлок Холмс в Нью-Йорке / Sherlock Holmes in New York — Марджори Беннетт (англ. Marjorie Bennett)
- 1984 — Странный случай конца цивилизации, как он нам известен / The Strange Case of the End of Civilization as We Know It — Конни Бут
- 1984 — Детектив Холмс
- 1988 — Без единой улики / Without A Clue — Пат Кин (англ. Pat Keen)
- 2010 — Шерлок / Sherlock — Уна Стаббс (англ. Una Stubbs)
- 2012 — Элементарно / Elementary — Кэндис Кейн (англ. Candis Cayne)
- 2013 — Шерлок Холмс — Ингеборга Дапкунайте
- 2015 — Шерлох (пародийный, «Квартал-95») — Сергей Казанин

### Мэри Гордон
- 1939 — Собака Баскервилей / The Hound of the Baskervilles
- 1939 — Приключения Шерлока Холмса / Adventures of Sherlock Holmes
- 1942 — Шерлок Холмс и секретное оружие / Sherlock Holmes and the Secret Weapon (Secret Weapon)
- 1942 — Шерлок Холмс и голос ужаса / Sherlock Holmes and the Voice of Terror (Sherlock Holmes Saves London)
- 1943 — Шерлок Холмс перед лицом смерти / Sherlock Holmes Faces Death
- 1943 — Шерлок Холмс в Вашингтоне / Sherlock Holmes in Washington
- 1944 — Жемчужина смерти / The Pearl of Death
- 1944 — Багровый коготь / The Scarlet Claw (Sherlock Holmes and the Scarlet Claw)
- 1944 — Паучиха / Spider Woman (Sherlock Holmes and the Spider Woman)
- 1945 — Замок ужаса / The House of Fear
- 1945 — Бегство в Алжир / Pursuit to Algiers
- 1945 — Женщина в зелёном / The Woman in Green
- 1946 — Ночной кошмар / Terror by Night
- 1946 — Прелюдия к убийству / Dressed to Kill (Sherlock Holmes and the Secret Code)

### Рина Зелёная
- 1979 — Шерлок Холмс и доктор Ватсон
- 1980 — Приключения Шерлока Холмса и доктора Ватсона
- 1981 — Приключения Шерлока Холмса и доктора Ватсона: Собака Баскервилей
- 1983 — Приключения Шерлока Холмса и доктора Ватсона: Сокровища Агры
- 1986 — Приключения Шерлока Холмса и доктора Ватсона: Двадцатый век начинается (телевизионный; также кинопрокатный вариант под названием «Шерлок Холмс в двадцатом веке»)[2]

### Маргарет Джон
- 1991 — Происшествие на водопаде Виктория / Incident at Victoria Falls
- 1991 — Шерлок Холмс и примадонна / Sherlock Holmes and the Leading Lady

### Джеральдина Джеймс
- 2009 — Шерлок Холмс / Sherlock Holmes
- 2011 — Шерлок Холмс: Игра теней / Sherlock Holmes: A Game of Shadows